# Lluís Bassat i Coen
Lluís Bassat i Coen (Barcelona, 6 d'octubre de 1941) és un publicitari català, fundador de l'agència Bassat & Asociados el 1975 (avui en dia, Ogilvy & Mather). També és conegut com a col·leccionista d'art i per haver-se presentat a les eleccions a la presidència del Futbol Club Barcelona els anys 2000 i 2003.

## Biografia
Bassat és tècnic en publicitat i diplomat en ciències socials i administració d'empreses. Va estudiar un any de dret i quatre d'econòmiques. Va començar venent televisors a domicili mentre estudiava ciències econòmiques.

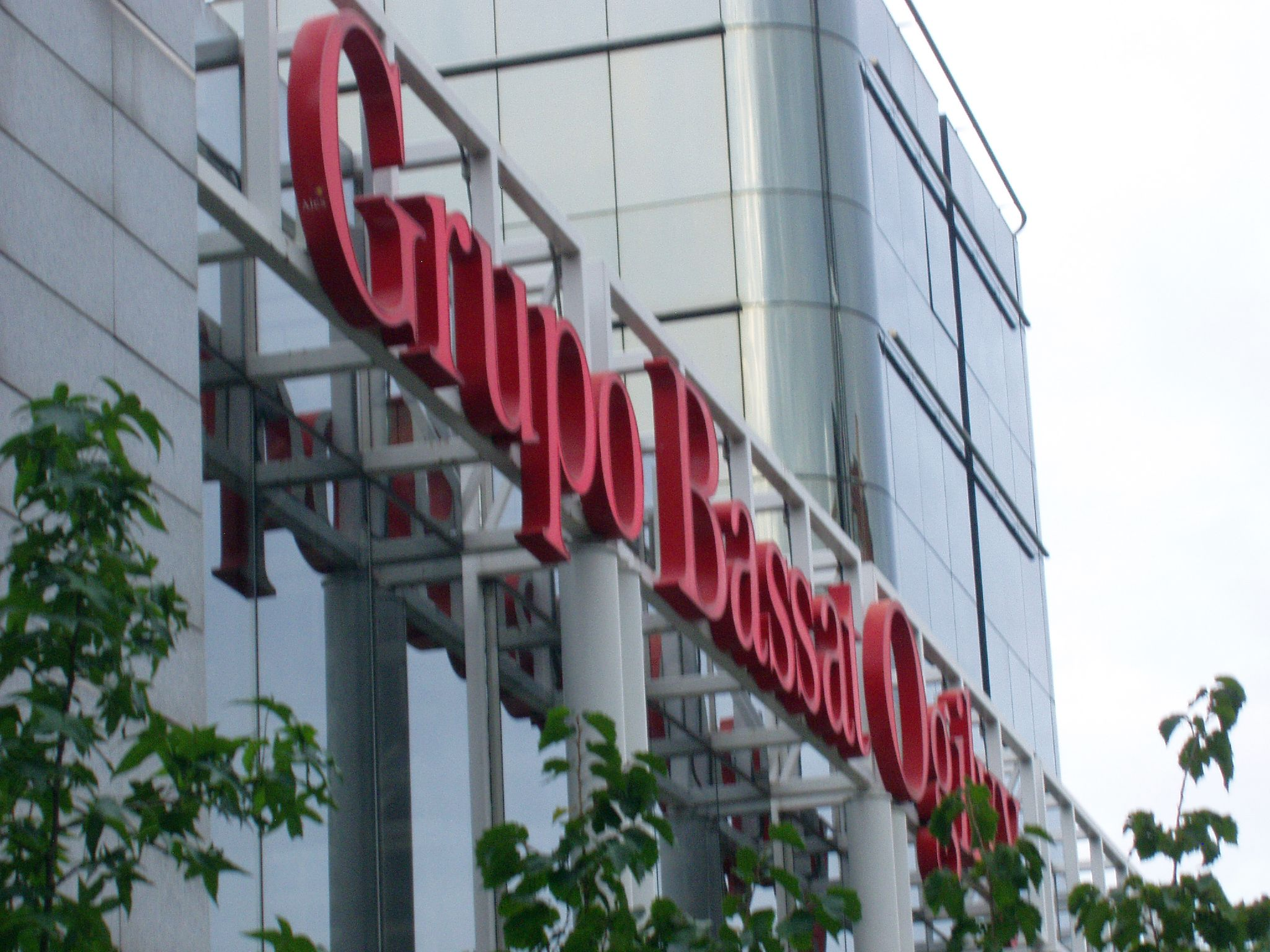
Edifici del Grupo Bassat Ogilvy a Madrid

A la darreria de la dècada des anys seixanta va portar a terme amb èxit una campanya de promoció de les màquines d'afaitar Filomatic de l'empresa Industrias Bassat S.A., del seu pare. L'any 1975 va fundar Bassat & Asociados, una petita agència de publicitat que va començar a Barcelona amb tres empleats i un client. A la fi de la dècada de 1970 es va fer molt conegut amb el cèlebre anunci «Avecrem, xup, xup» per l'empresa de la Gallina Blanca.
L'any 1980 es va associar a una gran organització multinacional, Ogilvy & Mather, que va adquirir una participació en l'empresa formant d'aquesta manera el grup Bassat Ogilvy Iberia, on Lluís Bassat fou president per Espanya i Portugal. Des de 1987 i durant vuit anys va ser assessor de publicitat, comunicació i imatge de la presidència de la Generalitat de Catalunya. Com a publicitari ha manifestat haver vist 60.000 spots televisius d'arreu del món.
Com a president d'Ovideo-Bassat-Sport va ser un dels organitzadors de les cerimònies d'inauguració i clausura dels Jocs Olímpics d'Estiu de 1992 a Barcelona.
L'any 2004 va ocupar el primer lloc en la llista de les deu persones que més han influït en el sector de la publicitat, segons una enquesta dels lectors del portal Marketing Directo. L'any 2009 va dirigir el concurs televisiu El Aprendiz de laSexta, en què els concursants competeixen per triomfar en el món dels negocis, de forma similar al programa original The Apprentice emès l'any 2004 als Estats Units per la cadena NBC.
Bassat ha ocupat els càrrecs de President del Grupo WPP Iberia, membre del consell d'administració d'Ogilvy Worldwide, membre del Patronat de Colegios del Mundo Unido, membre del consell d'administració de Telefónica Publicidad e Información, membre del patronat de la Fundació Internacional Josep Carreras per a la lluita contra la leucèmia, membre del patronat de la Fundació Reial Automòbil Club de Catalunya de foment i defensa de l'automobilista, membre de l'European Council de la Universitat Ben-Gurion del Nègueb, vicepresident de la Fundació Ernest Lluch i president del Consell Assessor de la Universitat Europea de Madrid, on ha estat professor.

### Eleccions a la presidència del FC Barcelona (2000 i 2003)
L'any 2000 Lluís Bassat va encapçalar una candidatura a les eleccions a la presidència del Futbol Club Barcelona. En les eleccions, que se celebraren el 23 de juliol de 2000, Bassat va obtenir 19.791 vots i un 43,13%, per sota de la candidatura guanyadora de Joan Gaspart i Solves que obtingué 25.181 vots i un 54,87% i succeí a Josep Lluís Núñez com a president.
L'any 2003 Bassat es presentà de nou per presidir el Barça, en unes eleccions celebrades el 15 de juny de 2003 i que comptaren amb sis candidats. En aquesta ocasió Bassat comptava en el seu equip amb Pep Guardiola, que havia de ser el director general esportiu del Barça en cas que Bassat assolís la presidència. Joan Laporta fou elegit president amb 27.138 vots (52,57%) i Bassat quedà en segon lloc amb 16.412 vots (31,80%).

### Col·leccionista d'art
Lluís Bassat és col·leccionista d'art. Amb la seva esposa, Carmen Orellana Ribas, ha reunit una col·lecció d'unes 1.500 obres d'art contemporani, la gran majoria catalanes. Un miler d'elles seran donades a la futura col·lecció permanent del Museu d'Art Contemporani de Catalunya. Unes vuitanta d'elles, entre escultura i pintura, s'exposen des de novembre de 2010 a la seu provisional del museu, a la Nau Gaudí, l'antiga Cooperativa Obrera Mataronense, de Mataró, incloent artistes com Antoni Tàpies, Josep Guinovart, Joan Miró, Pablo Picasso, Albert Ràfols-Casamada, Joaquín Torres García, Arranz Bravo, Àngel Jové, Joan Ponç, Josep Maria de Sucre, Josep Maria Subirachs, Henry Moore, Fernand Léger, Francesc Anglès, Apel·les Fenosa, Marcel Martí i Joan Brotat.
El 2013 La 2 va estrenar el programa Col·lecció Bassat d'art contemporani, que divulgava diversos artistes a partir de la col·lecció d'art de Bassat.

## Premis i distincions
- Guanyador de més de 400 premis publicitaris (Cannes, Nova York, San Francisco, Londres, Iberoamèrica i Espanya)[2]
- Millor publicitari espanyol del segle xx (2000)[2]
- Persona que més han influït en el sector de la publicitat. Rànquing de MarketingDirecto (2004)[8]
- Doctor Honoris Causa per la Universitat Europea de Madrid[3]
- Creu de Sant Jordi.[19]
- Doctor Honoris Causa per la Universitat de Vic - Universitat Central de Catalunya[20]

## Obres publicades
- 1993: El libro rojo de la publicidad.
- 1999: El libro rojo de las marcas.
- 2008: Confessions personals d'un publicitari.
- 2011: Intel·ligència comercial.